# Guillaume Briçonnet
Guillaume Briçonnet (Tours, 1480 - Narbona, 14 de dezembro de 1514) foi um cardeal do século XVII.

## Primeiros anos
Nasceu em Tours em 1445. Signeur de Plessis-Rideau. Filho de Jean Briçonnet, senhor de Varennes, tesoureiro da Espanha, e Jeanne Berthelot. Ele foi chamado de Cardeal de Saint-Malo, de Reims e de Narbonne.

## Juventude
Casou-se com Raoulette de Beaune e teve cinco filhos; dois deles tornaram-se bispos: Guillaume de Lodève e Meaux; e Denis de Toulon, Lodève e Saint-Malo. Ele foi general das finanças do Languedoc sob o rei Luís XI; e superintendente e conselheiro do rei Carlos VIII. Após a morte de sua esposa em 1487, ele ingressou no estado eclesiástico.

## Sacerdócio
Ordenado (nenhuma informação adicional encontrada). Cânon do capítulo de Saint-Martin de Tours.

## Episcopado
Eleito bispo de Saint Malo em 2 de outubro de 1493; renunciou à sé em 16 de agosto de 1514 em favor de seu filho Denis (2) ; ele havia publicado as ordenações sinodais e era admirado por seu zelo e piedade; foi-lhe atribuído um manual de orações, Livres d'Heures . Consagrado (nenhuma informação encontrada). Abade comendador dos mosteiros de Saint-Aubin e Saint-Nicolas, diocese de Angers, 2 de outubro de 1493; ele adorava oficiar com seus dois filhos, um como diácono e outro como subdiácono. Abade comendador de Grandmont, de 15 de março de 1494 a 1507. Em 25 de agosto de 1494, tornou-se garde des sceauxdo rei Carlos VIII. Como principal conselheiro do rei Carlos VIII, acompanhou-o na guerra da Itália e deixou seu irmão Pierre encarregado das finanças do Languedoc; e com seu filho Jean o de Dauphini e da Provença. Hábil negociador, extorquiu dos Médicis 17.500 ducados, na época da primeira campanha de Nápoles. O seu papel na política italiana do rei Carlos VIII foi decisivo e assim foi o instigador da conquista do reino de Nápoles. Promovido ao cardinalato a pedido do rei Carlos VIII após a reconciliação entre o rei e o papa.

## Cardinalato
Criado cardeal sacerdote no consistório de 16 de janeiro de 1495; recebeu o chapéu vermelho e o título de S. Pudenziana, em 19 de janeiro de 1495 (3) ; o rei da França compareceu ao consistório. Chegou a Roma vindo de Florença em 5 de março de 1495. Chanceler da França em agosto de 1495. Administrador da Sé de Nîmes em 26 de outubro de 1496; ocupou o cargo até sua morte. Promovido à Sé Metropolitana de Reims, 24 de agosto de 1497; sucedeu seu irmão Robert; a eleição foi habilmente preparada com a entrega de um écu de ouroa cada um dos cânones; renunciou à sé em 16 de setembro de 1507. Administrador da sé de Toulon, 1497-1501; renunciou em favor de seu filho Denis, bispo de Lodéve. A morte do rei Carlos em 1498 marcou o início da perda de sua influência em benefício de seu compatriota George d'Amboise, futuro cardeal. Em 27 de maio de 1498, consagrou o rei Luís XII em Reims, auxiliado por seus dois filhos, Guillaume, bispo de Lodève, e Denis, bispo de Toulon. Recebeu um indulto para poder conferir benefícios, 30 de setembro de 1506; renovado, 1514. Chegou a Bolonha vindo da França pouco antes de 10 de novembro de 1506. Abade comendador do mosteiro beneditino de Saint-Germain des Prés, Paris, 20 de agosto de 1501 (4); havia sido reservado para ele em 30 de maio de 1496; renunciou em favor de seu filho Guillaume em 24 de setembro de 1507. Não participou do primeiro conclave de 1503 , que elegeu o Papa Pio III. Não participou do segundo conclave de 1503, que elegeu o Papa Júlio II. Com a eleição do novo Papa Júlio II, as relações entre o rei Luís XII e o pontífice pioraram. O novo papa, alarmado com a política italiana da França, encorajada pelo cardeal Briçonnet, obteve a aliança de Fernando a quem deu a nomeação do reino de Nápoles. Nomeado arcebispo metropolitano de Narbonne, 15 de julho de 1507; ocupou a sé até sua morte. Optou pela sé suburbana de Albano, 17 de setembro de 1507. Tenente-general do rei no Languedoc, 1507. Optou pela sé suburbana de Frascati, 22 de setembro de 1508. Optou pela sé suburbana de Palestrina, 3 de junho de 1509; privado, 24 de outubro de 1511.
Um conselho nacional francês foi convocado em Orléans e depois em Tours em 1510; os prelados declararam ali que o rei poderia lutar contra o papa pela segurança de seus bens e que as censuras pronunciadas contra ele não tinham valor; eles libertaram o reino da França da obediência do Papa Júlio II. O Cardeal Briçonnet estava em Roma em julho de 1510 quando o Papa Júlio II o convocou a Viterbo; ele não foi para a Cidade Eterna e entrou em conflito com o papa; em outubro chegou a Milão via Florença e Pavia. Em 1º de março de 1511, os bispos da França, em sua reunião em Lyon, convocaram um concílio geral da igreja; O cardeal Briçonnet foi um dos cardeais que assinou o documento de 16 de maio de 1511, pedindo ao papa que comparecesse perante o cismático Concílio de Pisa em 1º de setembro de 1511; quatorze cardeais, quinze bispos, abades, estiveram presentes na inauguração os deputados das universidades de Toulouse e Poitiers, e alguns médicos de Paris; O cardeal Briçonnet chegou a Pisa em 30 de outubro de 1511 e participou das sessões do pseudoconcílio. O Papa Júlio II interditou o reino da França e os pisanos levantados contra o concílio; a assembleia teve que continuar as suas reuniões em Milão a partir de janeiro de 1512; em 19 de abril, o papa foi convidado a comparecer; no dia 21 foi declarado suspenso por contumância; tendo as tropas francesas tido que deixar Milão, o conselho teve de ser transferido e completou as suas sessões primeiro em Asti e depois em Lyon. O papa o depôs como cardeal e o excomungou em 24 de outubro de 1511 junto com os cardeais Federico di Sanseverino, Francisco Borja, Bernardino López de Carvajal e René de Prie. O papa decidiu convocar um concílio geral e o Quinto Concílio de Latrão foi aberto em 3 de maio de 1512 na presença do Papa Júlio II, quinze cardeais, os patriarcas latinos de Alexandria e de Antioquia, dez arcebispos, cinquenta e seis bispos, abades, e os embaixadores do rei Fernando, Veneza e Florença, mas na ausência dos prelados que estiveram no encontro em Pisa. O Papa Júlio II morreu em 21 de fevereiro de 1513. Não participou doconclave de 1513, que elegeu o Papa Leão X. O concílio foi continuado pelo novo pontífice, Leão X, que o declarou encerrado em 16 de março de 1517; os atos do concílio de Pisa foram cancelados e as excomunhões confirmadas; por ocasião da oitava sessão, em 17 de dezembro de 1513, foi lida uma ata do rei Luís XII na qual repudiava o concílio de Pisa e aderia ao concílio de Latrão e apoiava o retorno à unidade; na nona sessão, os prelados franceses apresentaram a sua submissão e aderiram ao Concílio de Latrão; o papa então pronunciou a dispensa das censuras; em 19 de dezembro de 1516, o conselho condenou e revogou a Pragmática Sanção de Bourges de 7 de julho de 1438 e aprovou a Concordata de Bolonha de agosto de 1516. O Cardeal Briçonnet foi absolvido e restaurado pelo Papa Leão X em 7 de abril de 1514, depois de ter retratado seus erros num consistório público através de seu filho Denis, bispo de Toulon. Ele não recuperou a sede suburbana de Palestrina. Depois retirou-se para a sua sé de Narbonne, onde morreu. Ele foi chamado por seus contemporâneos Oraculum regis, regni columna .
Morreu em Narbona em 14 de dezembro de 1514. Enterrado no túmulo de mármore preto e branco que construiu na catedral metropolitana de Saint-Just, Narbonne